# San Andrés Sajcabajá
San Andrés Sajcabajá è un comune del Guatemala facente parte del dipartimento di Quiché.
Il comune venne istituito nel 1892.